# Escape del Cuartel San Carlos
El escape del Cuartel San Carlos, también conocido como la fuga del Cuartel San Carlos, es el nombre con el que se puede referir a dos fugas que ocurrieron en el Cuartel San Carlos, en Venezuela.

## Antecedentes
Durante su actividad como guerrillero, Teodoro Petkoff fue detenido tres veces. En la primera oportunidad, logró escaparse del Hospital Militar de Caracas. En 1963, los guerrilleros Teodoro Petkoff y Argimiro Gabaldón se mantenían escondidos en una casa alquilada en Los Guayabitos, Caracas, donde almacenaban el equipaje necesario para ser enviado al frente guerrillero Simón Bolívar en el estado Lara, del cual Teodoro había sido designado como comisario político, incluyendo armas, ropa y calzado. El 19 de marzo del mismo año, Petkoff y Gabaldón se trasladaban en Baruta en un vehículo conducido por Beatriz Rivera, para entonces esposa de Petkoff. Dos agentes armados del servicio de inteligencia, la DIGEPOL, seguían a Petkoff y a Gabaldón a bordo de un carro que circulaba con un aviso de taxi por pertenecer al Partido Comunista y por conspirar en contra del Estado. Los agentes les pidieron que se detuvieran a un lado de la vía. Una vez parados, Rivera y Gabaldón pudieron escapar, pero Petkoff tenía un yeso que le cubría toda la pierna izquierda y había sido movido a la unidad policial disfrazada de taxi.

## Fugas

### Fuga de Teodoro Petkoff del Hospital Militar
Petkoff fue detenido durante 40 días en los calabozos de la comisaría de la DIGEPOL y trasladado al Cuartel San Carlos, en La Pastora. Desde su arresto empezó a planificar su fuga. Oswaldo Barreto Miliani, encargado de las comunicaciones entre el aparato logístico del partido y los detenidos que pedían permiso para escaparse, brindó como plan de escape de Teodoro fingiera una hemorragia digestiva, que fuera trasladado al Hospital Militar de Caracas y evadiera la vigilancia del comandante Ernesto Pulido Tamayo. El único piso del hospital que tenía vigilancia era el séptimo, a donde eran trasladados los reclusos enfermos.
La esposa, Rivera, contactó a un amigo médico, Salvador Navarrete, para que explicara cómo Petkoff debía ingerir medio litro de sangre para fingir la hemorragia, vomitándola en el momento adecuado; Beatriz también contactó a Marina Barreto, hermana de Oswaldo, para que aparentara un embarazo y le diera una cuerda larga al guerrillero Chema Saer, quien se encontraba recluido en el séptimo piso del hospital; Saer también escondió en su habitación una segueta y hojas de afeitar. Adicionalmente, Rivera se encargó de conseguir la sangre, escondiendo la bolsa debajo del vientre sin que fuera registrada.
En la noche del 30 de agosto de 1963, Petkoff empezó a serruchar los barrotes de la ventana del baño, tarea a la que se sumaron Chema Saer, el teniente Leal Romero (encarcelado por El Porteñazo) y Lorenzo Mercado (detenido por estar involucrado en el intento de asesinato de Rómulo Betancourt), y una vez removidos los barrotes, Teodoro bajó desde la cornisa de la ventana con la cuerda de nylon desde el séptimo piso.

### Primera fuga
En febrero de 1967 se fugaron de prisión los guerrilleros Teodoro Petkoff, Pompeyo Márquez y Guillermo García Ponce.

### Segunda fuga
El 18 de enero de 1975 23 guerrilleros urbanos de Bandera Roja, de las Fuerzas Armadas de Liberación Nacional y del grupo Punto Cero ejecutaron una segunda fuga del cuartel. El escape fue bautizado con el nombre Operación Jesús Márquez Finol.[cita requerida]